# Carole Chauvet
Carole Chauvet (* 1950) ist eine französische Schauspielerin.

## Leben
Chauvet begann ihre Filmkarriere 1975 mit der Erotikkomödie Le sexe à la barre. Es folgte 1976 ein Klamaukfilm, Philippe Clairs Le grand fanfaron, in dem sich ihr Filmvater (Michel Galabru) in sie verliebt, um dann herauszufinden, dass sie seine Tochter Isabelle ist. Ihr Talent kam ein Jahr später in Eriprando Viscontis Film Una spirale di nebbia zu Geltung: Carole Chauvet spielt darin eine junge Frau, die bei der Jagd getötet wird. In Rückblenden erschließt sich das Drama zweier Ehen. Ihre Karriere endete 1979 mit der Hauptrolle in Eddy Matalons Kriminalfilm Die Sekte, in dem sie nach Marrakesch entführt, zur Prostitution gezwungen und von einer Spezialeinheit gerettet wird. 

## Filmografie
- 1975: Le sexe à la barre
- 1976: Le grand fanfaron
- 1977: Una spirale di nebbia
- 1979: Die Sekte (Brigade mondaine: La secte de Marrakech)